# Esmorzar per a dos
 Esmorzar per a dos  (original: Breakfast for Two) és una pel·lícula estatunidenca de 1937, dirigida per Alfred Santell.

## Argument
Esmorzar per a dos és una comèdia boja feta durant l'edat daurada d'aquest gènere amb dos actors representatius i populars de l'època: Herbert Marshall i Barbara Stanwyck. La història gira al voltant d'un tipus tranuitador que desperta un matí amb companyia femenina. La ressaca és forta, i no recorda que va fer a la noia una promesa de matrimoni. Però ella sí que té bona memòria, i posarà tot el que hi ha al seu abast perquè mantingui la seva paraula. El que inclou desposseir-lo del control de la companyia naviliera que gestiona.
La guerra de sexes de la parella Herbert Marshall-Barbara Stanwyck, que inclou un combat de boxa, funciona bé. I hi ha escenes hilarants, que voregen el surrealisme, com el del primer intent de casament, sabotejat per un grup de neteja-finestres. El film és també una bona mostra de la importància dels personatges secundaris: el majordom i el jutge de pau, encarnats respectivament per Eric Blore i Donald Meek, són perfectes.

## Repartiment
- Barbara Stanwyck: Valentine Ransome
- Herbert Marshall: Jonathan Blair
- Glenda Farrell: Carol Wallace
- Eric Blore: Butch
- Donald Meek: Jutge de pau
- Etienne Girardot: Mr. Meggs
- Frank M. Thomas: Sam Ransome
- Pierre Watkin: Gordon Faraday
- George Irving (no surt als crèdits): Un jutge